# Camocim flygplats
Camocim flygplats är en regional flygplats i Camocim i Ceará i Brasilien.
Terrängen runt flygplatsen är mycket platt.  Närmaste större samhälle är Camocim, 2,0 km österut.
Omgivningarna runt flygplatsen är huvudsakligen savann. Runt flygplatsen är det ganska tätbefolkat, med 75 invånare per kvadratkilometer.